# 신창학성
신창학성(新昌鶴城)은 대한민국 충청남도 아산시 신창면 읍내리에 있는 해발 183m의 학정산 정상의 산세를 이용하여 돌로 쌓은 성이다. 1984년 5월 17일 충청남도의 문화재자료 제244호로 지정되었다.

## 개요
충남 아산시 신창면 읍내리에 있는 해발 183m의 학정산 정상의 산세를 이용하여 돌로 쌓은 성으로, 둘레는 약 500m 정도이다.
성은 산맥의 북쪽 맨끝에 쌓았다. 성의 서쪽은 산 정상부 가까이 성벽이 통과하고 있고, 동쪽 성벽은 산중턱 부근까지 내려와 있으며, 남쪽과 북쪽은 바깥쪽으로 볼록하게 튀어나와 있다.
성벽은 거의 무너졌으나 남동쪽의 성벽이 잘 남아 있는데, 성벽 바깥쪽의 높이가 6m 정도이고 성폭은 약 2m 정도이다. 성벽은 다듬은 돌을 이용하여 바깥쪽 면을 정연히 맞추어 쌓아올렸다. 읍내리쪽과 서남쪽에는 문터가 남아있으며, 북쪽에도 이와 비슷한 시설이 있는데, 북문터인지 확실하지 않다.
성안의 북쪽 정상부에는 넓은 대지가 있는데, 동·서·북쪽의 전망이 좋아 건물지가 있었던 것으로 보인다. 동쪽 성벽 가까이에는 저수지로 보이는 큰 웅덩이가 있다. 성안의 문터 부근과 대지 부근에서 생선뼈무늬·문살무늬·물결무늬·민무늬 기와조각이 발견되고 있어, 이 성은 장기간에 걸쳐서 사용된 것으로 보인다.

## 참고 자료
- 신창학성 - 국가유산청 국가유산포털